# Situs solitus
Situs solitus is de benaming voor de normale positionering van alle organen in het lichaam. Het omgekeerde is situs inversus waarbij de organen gespiegeld zijn.